# Sault Ste. Marie (Ontario)

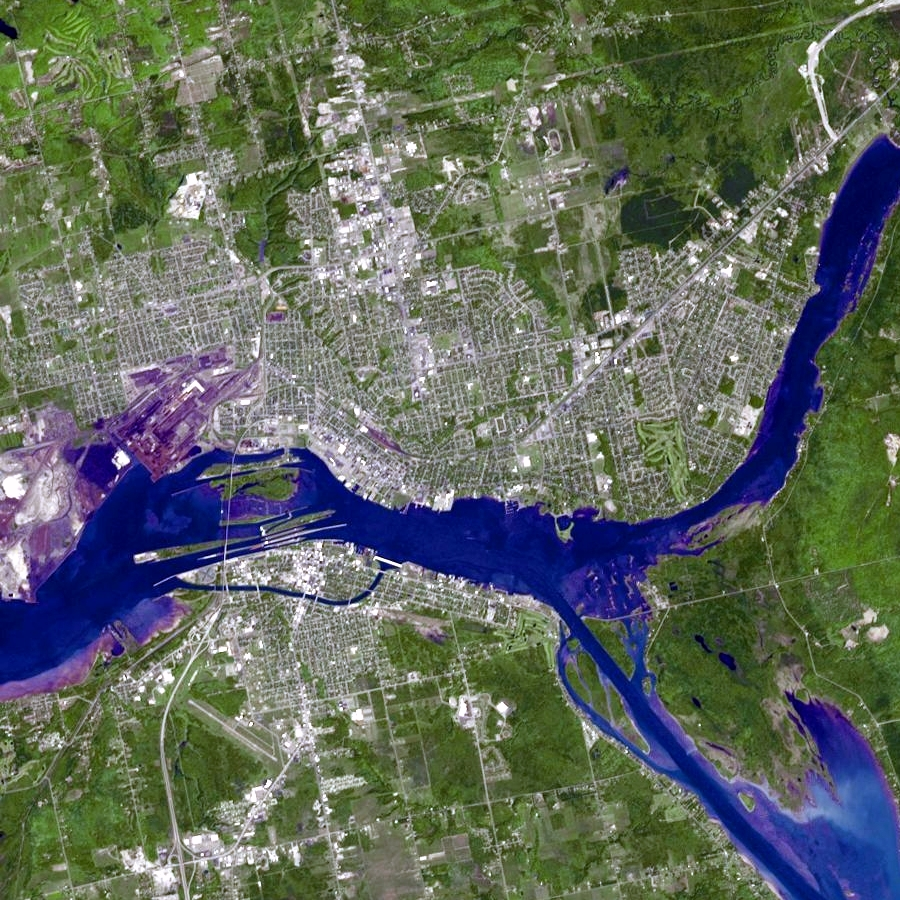
Satellitenbild von Sault Ste. Marie, Ontario (nördlich des Flusses)

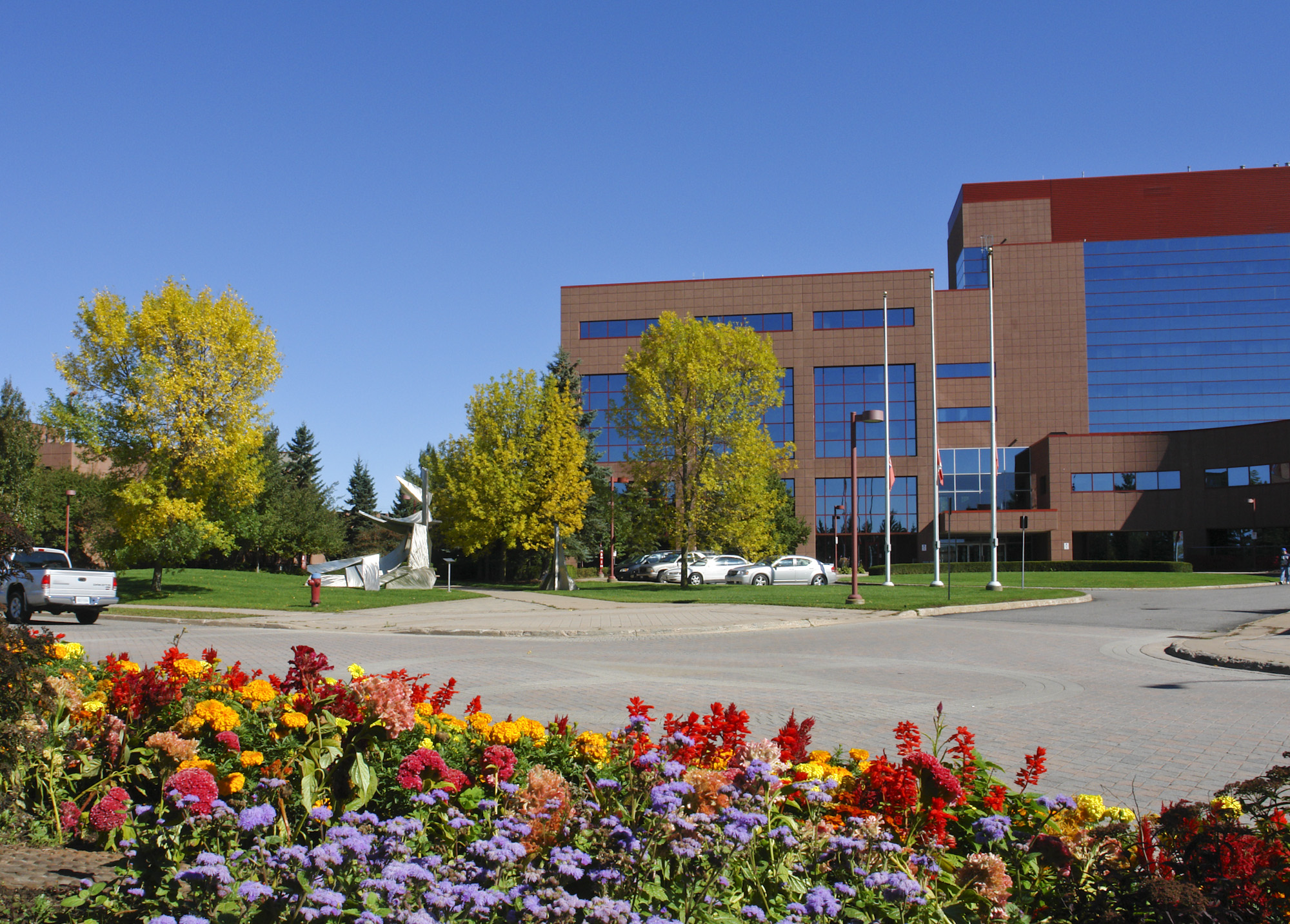
Das Roberta Bondar Place in Sault Ste. Marie, Ontario im Sommer

Sault Ste. Marie [ˈsuːˌseɪnt məˈɹiː] ist eine Stadt in der Region Nord-Ontario der Provinz Ontario in Kanada. Sie ist der Hauptort des Algoma District und am Saint Marys River gelegen, der im Süden die Grenze in die USA bildet. Auf der Südseite des Flusses liegt die gleichnamige amerikanische Stadt Sault Ste. Marie (Michigan), die ursprünglich zusammengehörige Stadt wurde als Folge des Britisch-Amerikanischen Krieges geteilt.

## Bevölkerung und Name der Stadt
Ähnlich wie andere Städte in Nord-Ontario leidet auch Sault Ste. Marie unter massiver Abwanderung in die Städte des Südens, in denen man bessere Arbeitsmöglichkeiten findet. Seit den 1990er Jahren ist die Einwohnerzahl von 84.000 auf heute 75.000 Bewohner geschrumpft. 91,6 % der Einwohner sind europäischer Abstammung, vorwiegend aus Italien, Frankreich, England, den nordischen Ländern und aus Südeuropa.
In der Nähe der Stadt befinden sich drei Reservate der Indianer oder First Nations, wie die kanadischen Indianer sich selbst nennen. Sie stellen 7,8 % der Einwohner der Stadt. Die indianische Tradition ist im Stadtwappen durch einen Schriftzug in der Ojibwe-Sprache enthalten: „Ojibwa Kitche Gumeeng Odena“ (Ojibwe Stadt am großen Wasser).
Die Ojibwe-Indianer kannten die Gegend ursprünglich als „Bawating“, was so viel wie „schnelles Wasser, Stromschnelle“ bedeutet. Im Jahr 1623 kam Étienne Brûlé dorthin und die Franzosen nannten es zu Ehren des Bruders des französischen Königs Ludwig XIII. „Sault de Gaston“ (Gaston-Stromschnelle). 1668 tauften französische Jesuiten die Gegend „Sault Ste. Marie“ und gründeten eine Siedlung auf der Südseite des Flusses, das heutige Sault Ste. Marie in Michigan. Das kanadische Sault Ste. Marie erhielt 1887 die Stadtrechte.

## Wirtschaft, Verkehr und Tourismus
In den 1960er und 1970er Jahren war Sault Ste. Marie vor allem durch Stahlproduktion bekannt. Im Lauf der Zeit sank jedoch die Inlandsnachfrage nach Stahl, was zur Folge hatte, dass Algoma Steel, mit 2.900 Beschäftigten der größte Arbeitgeber der Stadt, in den letzten acht Jahren zweimal Insolvenz anmelden musste und massiv Stellen abbaute. Die Forstwirtschaft ist ein weiterer Industriezweig: In der Papierfabrik St. Mary’s Paper arbeiten etwa 400 Menschen. Circa 2.300 Beschäftigte im Bereich Dienstleistung zählen fünf in der Stadt beheimatete Callcenter, von denen die Sutherland Group das größte unterhält.
Sault Ste. Marie liegt am Trans-Canada Highway (Highway 17), der die Stadt mit Thunder Bay im Nordwesten und Sudbury im Süden verbindet. Die International Bridge ist die Verbindung zum I-75-Freeway in Sault Ste. Marie, Michigan, der von dort nach Detroit und weiter in den Süden der Vereinigten Staaten führt. Auf einer Halbinsel im Südwesten der Gemeinde liegt der örtlichen Flughafen, der Sault Ste. Marie Airport (IATA-Flughafencode: YAM, ICAO-Flugplatzcode: CYAM). Durch Nav Canada wird der Flughafen als Airport of Entry klassifiziert und es sind dort Beamte der Canada Border Services Agency (CBSA) stationiert, damit ist hier eine Einreise aus dem Ausland zulässig. Außerdem ist die Stadt an eine Eisenbahnstrecke der Huron Central Railway angebunden.
Zu den Touristenattraktionen zählen das Canadian Bushplane Heritage Centre mit dem Entomica Insectarium, Bootsfahrten durch die Sault-Schleusen (Soo Locks), die den Oberen See mit dem Huronsee und dem Eriesee verbinden, das Casino und eine Fahrt mit der Algoma Central Railway durch den Agawa-Canyon. In der Umgebung der Stadt befinden sich der Pancake Bay Provincial Park und der Batchawana Bay Provincial Park.

## Religion, Bildung und Kultur
85,7 % der Einwohner von Sault Ste. Marie bekennen sich zum römisch-katholischen Glauben. Sault Sainte Marie ist Sitz des Bistums Sault Sainte Marie. Die Buddhisten stellen mit 125 Mitgliedern die größte nicht-christliche Gruppe der Bevölkerung.
Im kanadischen Sault Ste. Marie befinden sich das Sault College, eine Fachhochschule für Kunst und Technologie und die Algoma University. Das heute als Shingwauk Hall bezeichnete Gebäude auf dem Campus der Algoma University ist eine Folgenutzung der ehemaligen Shingwauk Indian Residential School, einer Internatsschule im Zwangssystem der Residential Schools für Kinder indigener Abstammung, welche überwiegend von der Kirche an verschiedenen Stellen von 1878 bis 1970 betrieben wurde. Das Gebäude wurde 1935 für die Neueröffnung der Internatsschule errichtet und durch die kanadische Bundesregierung am 28. April 2021 zu einer „Nationalen historischen Stätte“ erklärt.  In Sault Ste. Marie, Michigan befindet sich darüber hinaus noch die Lake Superior State University.
Es gibt je sechs kanadische Radio- und Fernsehstationen, darüber hinaus sind die amerikanischen Stationen von Sault Ste. Marie, Michigan zu empfangen. Die Tageszeitung Sault Star und die Online-Nachrichtenbörse SooToday.com liefern Informationen.
In den 1950er Jahren wurde das Sault Ste. Marie Museum gegründet.
Der Film Mean Dreams wurde unter anderem in der Stadt gedreht.

## Partnerschaften
Partnerschaftliche Beziehungen bestehen mit der Schwesterstadt Sault Ste. Marie in Michigan, USA, sowie mit:
- Irland, County Louth
- Portugal, Maia
- Finnland, Forssa

## Sport
Die Eishockeymannschaft der Sault Ste. Marie Greyhounds gewann 1993 den Memorial Cup.

## Söhne und Töchter
- Abraham Michael Rosenthal (1922–2006), Journalist, Herausgeber der New York Times
- John Beverley Oke (1928–2004), Physiker, Astronom und Hochschullehrer
- James Kelleher (1930–2013), Politiker
- Gilles Cazabon (* 1933), römisch-katholischer Ordensgeistlicher und Bischof
- Phil Esposito (* 1942), Eishockeyspieler, -trainer und -funktionär
- Tony Esposito (1943–2021), Eishockeytorwart
- Roberta Bondar (* 1945), Astronautin
- David Prentice (* 1947), Jazzmusiker
- Jerry Korab (* 1948), Eishockeyspieler
- Jim Wiley (1950–2021), Eishockeyspieler und -trainer
- Robert Oliphant (* 1956), Politiker und Theologe
- Ted Nolan (* 1958), Eishockeyspieler und -trainer
- Ron Francis (* 1963), Eishockeyspieler und -funktionär
- Wayne Dustin (* 1965), Skilangläufer
- Jonathan Wilkinson (* 1965), Politiker
- Paul Maurice (* 1967), Eishockeyspieler und -trainer
- Dennis Vial (* 1969), Eishockeyspieler
- Bryan Helmer (* 1972), Eishockeyspieler, -trainer und -funktionär
- Ken Belanger (* 1974), Eishockeyspieler
- Marty Turco (* 1975), Eishockeytorwart
- Jeremy Rebek (* 1976), Eishockeyspieler
- Joanna Douglas (* 1983), Filmschauspielerin
- Brigitte Acton (* 1985), Skirennläuferin
- Kyle Dubas (* 1985), Eishockeyfunktionär
- Brad Jacobs (* 1985), Curler
- Matt D’Agostini (* 1986), Eishockeyspieler
- Brett Perlini (* 1990), kanadisch-britischer Eishockeyspieler
- Colin Miller (* 1992), Eishockeyspieler
- Michael Amadio (* 1996), Eishockeyspieler
- Die Mitglieder der Rockgruppe Treble Charger